# Annabelle Laprovidence
Annabelle Laprovidence (sinh ngày 31 Tháng Tám năm 1992) là một judoka người Mauritius, người đã thi đấu cho đất nước của mình trên thế giới. Cô đã giành được huy chương đồng ở hạng cân +75 kg của phụ nữ tại Đại hội Thể thao Khối thịnh vượng chung 2014 ở Glasgow, Scotland.

## Sự nghiệp
Annabelle Laprovidence sinh ngày 31 tháng 8 năm 1992 và bắt đầu thi đấu quốc tế cho Mauritius vào năm 2011 khi cô tham gia Giải vô địch U20 châu Phi tại Antananarivo, Madagascar. Cô đã giành được đồng trong lớp học của mình tại Agadir, Morocco trong Giải vô địch Judo châu Phi 2012. Laprovidence cũng thi đấu tại các giải vô địch trong những năm tiếp theo, nhưng không giành được huy chương nào nữa.
Cô từng thi đấu cho Mauritius tại Đại hội Thể thao Khối thịnh vượng chung 2014 ở Glasgow, Scotland. Cô đã đánh bại Sophie Vaillancourt của Canada trong trận tứ kết hạng cân hạng cân +75 kg của nữ, nhưng thua Jodie Myers của Anh trong trận bán kết. Trong một trong hai trận tranh huy chương đồng, Laprovidence đã đánh bại Sachini Wewita Widanalage của Sri Lanka để giành huy chương. Trong một cuộc thi giữa Judoka của Mauritius và Đảo Reunion năm sau, Laprovidence là người chiến thắng duy nhất cho đất nước của cô. Cô là một trong hai huy chương cho quốc gia của mình, và được Thị trưởng của Port Louis, Dorine Chuckowry thưởng 15.000 rupee Mauriti.

## Cuộc sống cá nhân
Laprovidence có một con trai.